# Terremoto di Lisbona del 1755
Il terremoto di Lisbona del 1755 fu un grande evento sismico verificatosi la mattina del 1º novembre con ipocentro non distante da Lisbona, capitale del Portogallo. Più di metà della città di Lisbona di allora venne distrutta.

## Storia
Il sisma interessò complessivamente un'area di 10 milioni di km² e raggiunse una magnitudo di 7,7 o più elevata della scala Richter. Nei luoghi in cui le scosse non furono avvertite, i suoi effetti si manifestarono sotto le acque. Colpì gran parte dell'Europa, dell'Africa e dell'America, ma provocò i maggiori danni nella zona sud-occidentale del Vecchio Continente. Nella sola Lisbona si stima che sia deceduto nell'evento tra il 25 e il 30% della popolazione. 
L'evento ebbe profonde ripercussioni sulla società portoghese, tanto che le ambizioni coloniali del Portogallo nel XVIII secolo furono totalmente frustrate. L'eco dell'evento fu amplissima in tutta Europa, originando anche profonde riflessioni sulla natura di Dio, e sull'inspiegabilità delle sue "punizioni": Voltaire, ad esempio, ne fu profondamente colpito, stimolando il dibattito sull'illuminismo e inserendo l'avvenimento nel suo libro Candido o l'ottimismo.
Lisbona fu nuovamente interessata da un forte terremoto il 31 marzo 1761. Nonostante questo sia stato il più forte terremoto registrato in Europa dopo il 1755, è relativamente poco conosciuto, in parte a causa della censura del governo portoghese dell'epoca. A Lisbona, esso distrusse alcuni edifici di nuova costruzione e abbatté diverse strutture già pesantemente danneggiate dal terremoto del 1755. Le fonti riportano come il sisma venne avvertito nell'Irlanda meridionale, lungo la costa atlantica della Francia, nelle Azzorre, in Marocco, in Spagna e nelle Barbados. Si stima la magnitudine del sisma del 1761 intorno a 7,7 sulla scala di magnitudo del momento sismico.

## Paesi interessati

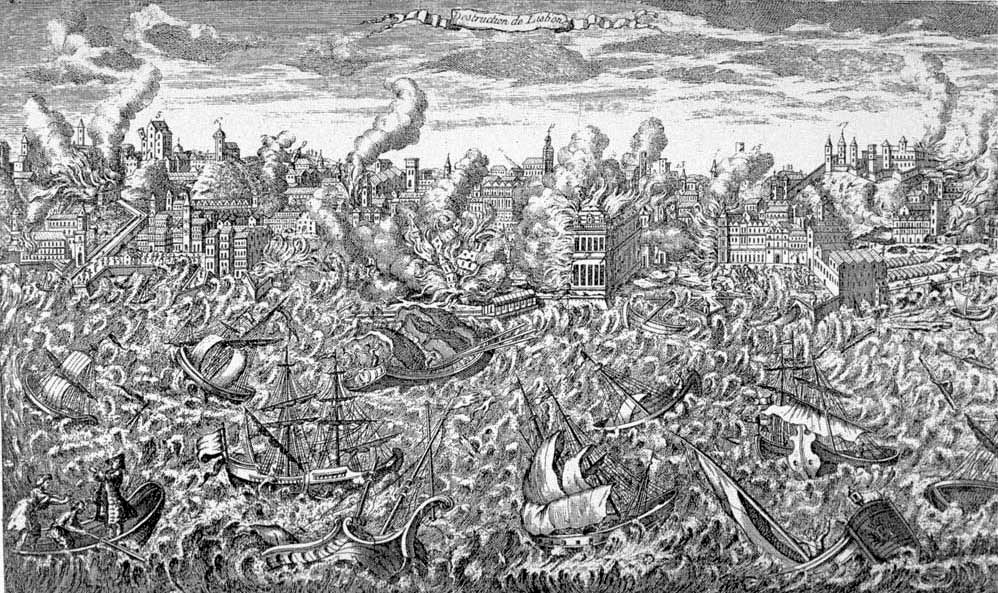
Disegno raffigurante il terremoto di Lisbona: si nota la presenza di un maremoto e il divampare delle fiamme.

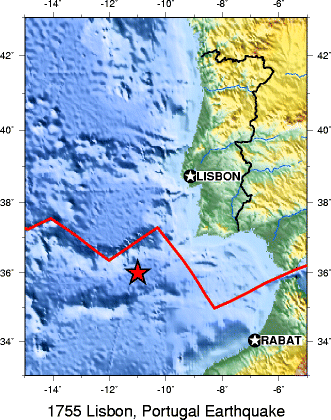
Localizzazione dell'ipocentro del terremoto.

Il 1º novembre 1755 si verificò un violento terremoto con epicentro sotto l'Oceano Atlantico ad alcune decine di chilometri a sud-sudovest di Lisbona. Il terremoto causò tra i 60.000 e i 90.000 morti, su una popolazione stimata di 275.000 abitanti. Secondo le stime ufficiali ci furono tra 30 000 e 40 000 morti e fu distrutto circa l'85% della città. Tra gli edifici più importanti che andarono distrutti vi furono il Palazzo della Ribeira, dimora della famiglia reale (scampata al terremoto in quanto quel giorno fuori città), e l'Hospital Real de Todos os Santos, il più grande edificio pubblico del tempo. Tra i pochi quartieri di Lisbona ad essere poco danneggiati dal terremoto vi fu l'Alfama. 
In Marocco vi furono altri 10.000 morti. Le scosse, della durata di circa 6 minuti, provocarono il maremoto nella stessa Lisbona. Il mare si ritirò lasciando il molo e la riva a secco, con tutte le navi e le barche che vi erano ormeggiate, quindi un'onda di 15 metri si abbatté sulla città. All'interno del paese le scosse causarono frane sui monti Arrábida, Serra da Estrela, Júlio, Serra do Marão e Sintra.
Il sisma interessò buona parte dell'Europa, del Nordafrica e Funchal, nell'isola di Madera. Le scosse furono percepite anche nei Paesi Bassi, in Svizzera, in Italia e in Corsica, ma anche alle Antille e alle Barbados. In Africa fu avvertito quasi con la stessa violenza che in Europa. La città di Algeri fu in gran parte distrutta. In Marocco, molte abitazioni crollarono a Fez e a Meknès, e molti furono coloro che perirono sotto le rovine. Anche Marrakech subì le stesse devastazioni.

## Cronaca del disastro
Di questo cataclisma, il geologo scozzese Charles Lyell (1797-1875) diede un'accurata descrizioneː
(Charles Lyell, Principles of geology, being an attempt to explain the former changes of the Earth's surface, by reference to causes now in operation)
L'estensione di questo terremoto fu la caratteristica più saliente. Il sommovimento colpì maggiormente Spagna, Portogallo e Africa del Nord, ma tremò quasi tutta l'Europa, e, in quel giorno, tremarono anche le Antille. Un porto chiamato Setúbal, a 30 km da Lisbona, s'inabissò. A Fez la scossa fu così violenta, che un paese di ottomila abitanti, situato ad otto leghe da Marrakech, fu inghiottito dalla terra con tutto il suo bestiame; poi il suolo si richiuse sugli sventurati. 
Il sisma si sentì anche in mare. Sul ponte di una nave in viaggio ad est di Lisbona fu avvertita una vibrazione molto simile alla scossa avvertita a terra. Di fronte a Sanlúcar de Barrameda il capitano della nave Nancy sentì che il natante era scosso così violentemente, che pensò d'avere urtato degli scogli e d'essersi incagliato, ma dopo aver calato la sonda scoprì di trovarsi in acque profonde.
Il capitano Clarke della Denia, mentre navigava a 36° 24' di latitudine nord, tra le nove e le dieci del mattino, sentì che la nave era scossa e trattenuta come se si fosse incagliata. Un'altra nave a 48 miglia a est di S. Vicente subì un contraccolpo dal basso così violento che gli uomini che si trovavano sovraccoperta furono lanciati verso l'alto di almeno mezzo metro. Alle Antille e alle Barbados, come anche in Svezia, Norvegia, Germania, Paesi Bassi, Svizzera, Italia e Corsica, si avvertirono dei tremori e leggere oscillazioni del suolo.
In Gran Bretagna l'agitazione di laghi, fiumi e sorgenti fu notevole. A Loch Lomond, in Scozia, l'acqua, senza la minima causa apparente, prima salì oltre gli argini, e poi scese sotto il normale livello, tale dislivello fu di circa 70 cm. Gli esperti sostennero che il movimento di questo sisma sia stato ondulatorio e che si sia mosso alla velocità di 30 km al minuto.
Una grande onda si abbatté sulle coste spagnole e si dice che a Cadice abbia raggiunto i 18 metri d'altezza. A Funchal e a Madera, l'acqua si alzò di 5 metri oltre il limite della marea, benché in quel momento la stessa fosse in fase calante. L'onda anomala, oltre ad aver invaso le città, causando danni ingenti, inondò altri porti dell'isola. A Kinsale, in Irlanda, un'ondata s'abbatté sul porto e dopo aver capovolto alcune navi e imbarcazioni, inondò e travolse la piazza del mercato.

## Conseguenza sulla società portoghese
Per la vita politica interna del Portogallo, il terremoto fu devastante. Il Primo ministro del re, Sebastião José de Carvalho e Melo, uno dei suoi favoriti, venne attaccato dall'aristocrazia a causa, principalmente, delle sue origini provinciali. Di contro, il primo ministro detestava i nobili, accusandoli di corruzione e immobilismo. Prima del sisma, la lotta per il potere e i favori del re erano costanti, ma la competenza con cui il primo ministro affrontò la catastrofe ebbe come effetto di tagliare i ponti tra la vecchia aristocrazia e il sovrano. Questa nuova situazione fece crescere nella nobiltà rancori verso la casa reale e il re Giuseppe I del Portogallo, rancori che sfociarono nel 1758 in un tentativo di assassinio del re.

## Implicazioni sociali e filosofiche
Il terremoto di Lisbona, oltre che distruggere intere città, scosse anche le coscienze di un'intera generazione. Lisbona era la capitale di un paese fortemente cattolico, con alle spalle una storia di grandi sforzi di cristianizzazione ed evangelizzazione delle colonie. In aggiunta, il sisma coincise con la festa di Ognissanti e distrusse quasi tutte le più importanti chiese. Per tutti i teologi e i filosofi del XVIII secolo questa inaudita manifestazione della collera divina rimase un mistero assai difficile da spiegare e fu di stimolo a riflessioni filosofiche di vario tipo. Alcuni fecero risalire la causa del terremoto alla punizione divina per il massacro degli indios nelle reducciones sudamericane dei gesuiti a opera dei soldati .
Il terremoto ebbe una forte influenza su molti pensatori europei dell'Illuminismo, che dibatterono nell'ambito della cosiddetta filosofia del disastro. Più di uno di essi menzionò o fece allusione a questo avvenimento in loro scritti, in particolare Voltaire in Candido e nel Poema sul disastro di Lisbona. Il carattere apparentemente arbitrario con cui persone furono risparmiate o uccise dal terremoto fu utilizzato da Voltaire per screditare il concetto di "miglior mondo possibile", espresso dal filosofo tedesco Gottfried Leibniz. Come scrisse Theodor Adorno, "Il terremoto di Lisbona, fu sufficiente per guarire Voltaire dalla teodicea leibniziana". Una violenta controversia sorse anche tra Voltaire e Rousseau sul tema dell'ottimismo e del "problema del male sulla Terra", tema che suscitò numerosi dibattiti tra teologi, filosofi e saggisti del XVIII secolo. Nel XX secolo, dopo i commenti di Adorno, altri pensatori accostarono la catastrofe di Lisbona all'Olocausto, in quanto i due avvenimenti esercitarono una profonda trasformazione della cultura e della filosofia del loro tempo.
Il concetto filosofico del "sublime", già conosciuto prima del 1755, venne sviluppato e valorizzato da Immanuel Kant, che cercò di comprendere tutti gli aspetti del disastro lusitano. Il giovane Kant, affascinato dall'avvenimento, ne raccolse tutte le informazioni disponibili, per poi formularne una teoria sui terremoti, espressa in tre scritti successivi. La sua teoria si basava sull'esistenza di gigantesche caverne presenti nel sottosuolo terrestre e riempite di gas caldi. Sebbene questa teoria sia stata smentita in seguito da varie scoperte scientifiche, resta pur sempre un primo tentativo di spiegare i terremoti attraverso un approccio scientifico e non come una "punizione divina". Secondo Walter Benjamin il testo di Kant sul terremoto di Lisbona "rappresenta probabilmente l'inizio della geografia scientifica in Germania, e sicuramente quello della sismologia".
Werner Hamacher ha persino avanzato l'ipotesi che il terremoto abbia avuto un impatto sul vocabolario filosofico, fragilizzando la metafora tradizionale del "fondamento" delle teorie: "L'influenza del terremoto di Lisbona toccò lo spirito in un'epoca tra le più sensibili, la metafora del fondamento ha completamente perso la sua apparente innocenza; essa non era più oramai che una semplice figura di stile". Hamacher afferma che le certezze ben "fondate" di Cartesio incominciarono a essere scosse in seguito al sisma.

## Cultura di massa
- Thomas Mann ne La montagna incantata in un dialogo fra Settembrini e Castorp scrive:

"No… Un terremoto? Qui non leggo giornali…"

"Lei mi fraintende. E giacché ci siamo, è deplorevole… e significativo di questo luogo… che lei trascuri di leggere i giornali. Ma lei mi fraintende. Il cataclisma cui alludo non è attuale, è avvenuto circa 150 anni fa…"

"Ho capito! Sì, sì,… aspetti! Ho letto che quella notte, a Wieman, Goethe nella sua camera disse al domestico…"

"Via, non volevo dir questo…" lo interruppe Settembrini chiudendo gli occhi e agitando la piccola mano bruna. "D'altro canto lei confonde le catastrofi, lei ha in mente il terremoto di Messina. Io alludo alle scosse che sconvolsero Lisbona nel 1755."»
- Nel videogioco Assassin's Creed: Rogue il terremoto è causato da un Frutto dell'Eden ed è il punto cruciale della trama.
- La band metal portoghese Moonspell ha pubblicato nel 2017 un concept album intitolato 1755, il cui tema principale era il terremoto di Lisbona.